# Тилтон (Илиноис)
Тилтон (енгл. Tilton) град је у америчкој савезној држави Илиноис.

## Демографија
По попису из 2010. године број становника је 2.724, што је 252 (-8,5%) становника мање него 2000. године.
| Група             | 2000.         | 2010.         |
| Белци             | 2.910 (97,8%) | 2.623 (96,3%) |
| Афроамериканци    | 5 (0,2%)      | 6 (0,2%)      |
| Азијати           | 2 (0,1%)      | 2 (0,1%)      |
| Хиспаноамериканци | 32 (1,1%)     | 56 (2,1%)     |
| Укупно            | 2.976         | 2.724         |